# Paolo Ghiglione
Paolo Ghiglione (Voghera, 2 febbraio 1997) è un calciatore italiano, centrocampista o difensore del Padova, in prestito dalla Salernitana.

## Caratteristiche tecniche
Nasce calcisticamente come attaccante o come ala offensiva, ma nel corso degli anni ha arretrato notevolmente il proprio raggio d'azione, venendo spesso impiegato sulla fascia destra come esterno di fascia o come terzino. Ambidestro, tatticamente è un calciatore polivalente consentendogli di adattarsi in molti ruoli del centrocampo o della difesa. Inoltre, possiede ottime doti atletiche e fisiche come una buona capacità di corsa. Abile anche come crossatore, questa qualità gli consente di essere un ottimo uomo assist.

## Carriera

### Club

#### Giovanili al Milan ed al Genoa
Gioca fino al 2007 nel settore giovanile del Derthona, che successivamente lo cede al Milan, che nel gennaio del 2012 lo cede in prestito al Pavia. Terminato il prestito, la società rossonera lo cede a titolo definitivo al Genoa, società nel cui settore giovanile Ghiglione milita per le successive quattro stagioni.

#### Prestiti a SPAL, Pro Vercelli e Frosinone
Nell'estate del 2016 viene ceduto in prestito alla SPAL, formazione neopromossa in Serie B, con la quale nella stagione 2016-2017 esordisce tra i professionisti, giocando una partita in Coppa Italia e 7 partite nel campionato di Serie B, che la formazione estense vince, tornando quindi in Serie A a 49 anni di distanza dalla sua ultima apparizione in massima serie. Nell'estate del 2017 viene ceduto in prestito alla Pro Vercelli. Il 10 marzo 2018 nella partita giocata in trasferta contro il Bari terminata (2-2) segna la rete del provvisorio 0-1, realizzando anche la sua prima rete da calciatore professionista.
Il 17 luglio 2018 si trasferisce in prestito al Frosinone, formazione neopromossa in Serie A. Esordisce con i ciociari il successivo 12 agosto, in occasione della sconfitta casalinga (0-2) contro il Südtirol valevole per il terzo turno di Coppa Italia. Il successivo 2 settembre esordisce in Serie A, nella partita persa per 1-0 sul campo della Lazio; il 27 gennaio mette a segno il suo primo gol nella massima serie in occasione della vittoria esterna per 4-0 contro il Bologna.

#### Ritorno al Genoa
Al termine della stagione rientra al Genoa. Il 16 agosto segna il suo primo gol con la maglia rossoblu, nella vittoria per 4-1 contro l'Imolese valevole per il terzo turno di Coppa Italia. Questa volta invece è titolare della squadra sulla fascia destra.Termina l'annata con i rossoblù collezionando 27 presenze e una rete. Dopo esser stato riconfermato come titolare nell'annata 2020-2021, nella campagna 2021-2022 si ritrova indietro nelle gerarchie, terminandola con sole 15 presenze.

#### Cremonese
Il 18 luglio 2022 si trasferisce alla neopromossa Cremonese..Debutta ufficialmente in maglia grigiorossa il successivo 7 agosto, in un match contro la Ternana valido per il primo turno di Coppa Italia. Il 14 agosto è la volta del suo esordio in campionato, avvenuto nel match esterno perso per 3-2 contro la Fiorentina. L'8 aprile 2023 segna la sua prima rete con i grigiorossi nel successo per 3-2 in casa della Sampdoria. Nel corso della stagione vede il suo minutaggio diminuire sempre più, venendo relegato più volte in panchina. Termina la stagione con 19 presenze e con la propria squadra retrocessa in cadetteria.
Inizia la stagione 2023-2024 debuttando contro il Bari. Il 23 dicembre 2023 segna la sua prima rete stagionale, in occasione di un match casalingo vinto per 4-0 contro il Modena. Si ripete tre giorni dopo, nel match in trasferta contro il Palermo. Termina la stagione regolare con 24 presenze e 2 reti, con la propria squadra qualificata ai play-off. Complessivamente, in due annate in grigiorosso colleziona 47 presenze e 3 marcature.

#### Salernitana
Il 6 agosto 2024 viene acquistato dalla Salernitana per 1 milione di euro, firmando un contratto triennale fino al 30 giugno 2027. Esordisce in maglia granata il 25 settembre seguente giocando, da titolare, il secondo turno di Coppa Italia perso contro l'Udinese per 3-1. Il 6 ottobre successivo debutta in campionato, subentrando a Yayah Kallon all'85' minuto del successo esterno di misura contro il Palermo. All'undicesima giornata esordisce dal primo minuto, in campionato, nel pareggio per 1-1 contro il Cesena, mettendo a referto l'assist del momentaneo vantaggio della sua squadra. Il 23 febbraio 2025, segna la sua prima rete con i campani firmando il gol del pareggio nel 1-1 casalingo contro il Frosinone. Torna al gol il 12 aprile seguente, aprendo le marcature nella vittoria casalinga contro il Südtirol per 2-1. Chiude la sua stagione a Salerno con 28 presenze complessive e 2 reti, con retrocessione della squadra in Serie C dopo i play-out contro la Sampdoria.

#### Padova
Il 14 luglio 2025 viene ufficializzato il suo passaggio in prestito al Padova, neopromosso in Serie B. Esordisce con i biancoscudati il 10 agosto successivo nella sconfitta per 2-0 contro il Vicenza nel turno preliminare di Coppa Italia.

### Nazionale
Il 12 maggio 2015 gioca la sua unica partita con la nazionale under 18 vinta per 2-1 contro la rappresentativa dell'Iran under 19. Nell'agosto dello stesso anno compie il suo debutto con la nazionale under 19 in amichevole contro la Croazia, vinta per 2-1. Segna la sua prima rete nel novembre seguente contro la Repubblica Ceca, partita vinta 4-1. Va in rete anche nella partita valida per le qualificazione agli Europei contro la Svizzera (2-0). Viene successivamente convocato da Paolo Vanoli per gli Europei 2016 in Germania. Esordisce nella competizione nella prima gara della fase a gironi, vinta per 1-0 contro la Germania. Disputa anche tutte le altre gare del torneo da titolare, perdendo poi la finale contro la Francia per 4-0, totalizzando 17 presenze e 2 reti con la Nazionale under 19.
Il 1° settembre 2016 esordisce con la nazionale under 20, guidata da Alberico Evani, subentrando nella vittoria per 1-0 contro la Germania. Nell'estate del 2017 viene inserito nella rosa del Mondiale Under-20 in Corea del Sud. Scende in campo nella prima gara della fase a gironi, subentrando nella sconfitta per 1-0 contro l'Uruguay. Nella gara successiva, vinta per 2-0 contro il Sudafrica, viene schierato per l'unica volta nel torneo dal primo minuto. Viene schierato dalla panchina in tutte le successive gare tranne che nella finale per il terzo posto che viene vinta dall'Italia ai rigori sull'Uruguay conquistando il bronzo. Segna la sua prima rete con la rappresentativa il 10 ottobre successivo nella sconfitta per 4-2 contro il Portogallo. Va di nuovo in rete nella sua quindicesima, ed ultima, presenza nella vittoria per 3-0 contro la Croazia in amichevole.

## Statistiche

### Presenze e reti nei club
Statistiche aggiornate al 10 agosto 2025.
| Stagione         | Squadra          | Campionato       | Campionato | Campionato | Coppe nazionali | Coppe nazionali | Coppe nazionali | Coppe continentali | Coppe continentali | Coppe continentali | Altre coppe | Altre coppe | Altre coppe | Totale | Totale |
| Stagione         | Squadra          | Comp             | Pres       | Reti       | Comp            | Pres            | Reti            | Comp               | Pres               | Reti               | Comp        | Pres        | Reti        | Pres   | Reti   |
| ---------------- | ---------------- | ---------------- | ---------- | ---------- | --------------- | --------------- | --------------- | ------------------ | ------------------ | ------------------ | ----------- | ----------- | ----------- | ------ | ------ |
| 2016-2017        | SPAL             | B                | 7          | 0          | CI              | 1               | 0               | -                  | -                  | -                  | -           | -           | -           | 8      | 0      |
| 2017-2018        | Pro Vercelli     | B                | 30         | 1          | CI              | 0               | 0               | -                  | -                  | -                  | -           | -           | -           | 30     | 1      |
| 2018-2019        | Frosinone        | A                | 9          | 1          | CI              | 1               | 0               | -                  | -                  | -                  | -           | -           | -           | 10     | 1      |
| 2019-2020        | Genoa            | A                | 25         | 0          | CI              | 2               | 1               | -                  | -                  | -                  | -           | -           | -           | 27     | 1      |
| 2020-2021        | Genoa            | A                | 23         | 0          | CI              | 3               | 0               | -                  | -                  | -                  | -           | -           | -           | 26     | 0      |
| 2021-2022        | Genoa            | A                | 13         | 0          | CI              | 2               | 0               | -                  | -                  | -                  | -           | -           | -           | 15     | 0      |
| Totale Genoa     | Totale Genoa     | Totale Genoa     | 61         | 0          |                 | 7               | 1               |                    | -                  | -                  |             | -           | -           | 68     | 1      |
| 2022-2023        | Cremonese        | A                | 15         | 1          | CI              | 4               | 0               | -                  | -                  | -                  | -           | -           | -           | 19     | 1      |
| 2023-2024        | Cremonese        | B                | 24+2       | 2          | CI              | 2               | 0               | -                  | -                  | -                  | -           | -           | -           | 28     | 2      |
| Totale Cremonese | Totale Cremonese | Totale Cremonese | 39+2       | 3          |                 | 6               | 0               |                    | -                  | -                  |             | -           | -           | 47     | 3      |
| 2024-2025        | Salernitana      | B                | 25+2       | 2          | CI              | 1               | 0               | -                  | -                  | -                  | -           | -           | -           | 28     | 2      |
| 2025-2026        | Padova           | B                | 0          | 0          | CI              | 1               | 0               | -                  | -                  | -                  | -           | -           | -           | 1      | 0      |
| Totale carriera  | Totale carriera  | Totale carriera  | 175        | 7          |                 | 17              | 1               |                    | -                  | -                  |             | -           | -           | 192    | 8      |

## Palmarès

### Club

#### Competizioni nazionali
- Campionato italiano di Serie B: 1

SPAL: 2016-2017